# Gärdesgölen (Kråksmåla socken, Småland, 631669-150182)
Gärdesgölen är en sjö i Nybro kommun i Småland och ingår i Alsteråns huvudavrinningsområde.